# Maré de tempestade

Elementos de uma maré de tempestade na maré alta

Uma maré de tempestade ou maré ciclônica, também conhecida como ressaca, onda de tempestade ou inundação de tempestade, é um fenômeno costeiro ou de tsunâmi do aumento do nível da água comumente associado a sistemas climáticos de baixa pressão (como ciclones tropicais e ciclones extratropicais fortes). São as inundações que mais danos provocaram e que maior número de vítimas causaram até ao tsunami de 2004, no Oceano Índico. A sua severidade é afetada pela pista e orientação do corpo de água em relação ao caminho da tempestade, bem como pelo tempo das marés. É uma medida do aumento da água além do que seria esperado pelo movimento normal relacionado aos extremos de maré de sizígia (maré astronômica).
Os dois principais fatores meteorológicos que contribuem para uma maré de tempestade são os ventos de alta velocidade que transportam a água em direção à costa (empilhamento) por um longo trecho (principal forçante) e uma cúpula de água induzida por uma baixa pressão, arrastada e arrastando o centro da tempestade (menos forçante) e consequente sobreelevação do nível marinho.

## Tempestades históricas
A maré de tempestade mais mortal já registada foi o ciclone Bhola de 1970, que matou até 500 000 pessoas na área da Baía de Bengala. A costa baixa da Baía de Bengala é particularmente vulnerável a ondas causadas por ciclones tropicais.  A maré de tempestade mais mortal do século XXI ocorreu em maio de 2008 resultado do ciclone Nargis, que matou mais de 138 000 pessoas em Myanmar. A maré de tempestade próxima mais mortal deste século ocorreu em 2013 no tufão Haiyan (Yolanda), que matou mais de 6 000 pessoas nas Filipinas centrais. e resultou em perdas econômicas estimadas em US $ 14 bilhões (USD). Outros incidentes relacionados com ondas de tempestade tiraram a vida a milhares de pessoas na Europa, como em 1953, o número de vítimas do Mar do Norte ascendeu aos 2 150.
O furacão Galveston de 1900, um furação de Categoria 4 que atingiu Galveston, Texas, provocou uma onda devastadora que invadiu a terra; entre 6 000 e 12 000 vidas foram perdidas, tornando-se o desastre natural mais mortal que já atingiu os Estados Unidos.
A maior maré de tempestade observada nos relatos históricos foi produzida pelo ciclone Mahina de 1899, estimado em quase 44 ft (13 metros) na Baía de Bathurst, na Austrália, mas pesquisas publicadas em 2000 concluíram que a maioria disso provavelmente ocorreu devido às ondas e à íngreme topografia costeira.  Nos Estados Unidos, uma das maiores marés de tempestade registadas foi gerada pelo furacão Katrina em 29 de agosto de 2005, que recebeu a mais elevada categoria de furacão (SS5), e que produziu uma tempestade máxima de mais de 28 ft (8 metros) no sul do Mississippi, com uma altura de onda de 27,8 ft (8,5 m) em Pass Christian. Devido à onda de tempestade causada pelo furacão, uma costa com mais de 200 km de comprimento do Luisiana ao Mississippi e Alabama, ficou devastada e Nova Orleães ficou inundada.  Outra onda de tempestade recorde ocorreu em 1969 nessa mesma área do furacão Camille, com uma maré de 24,6 ft (7,5 m), também em Pass Christian.  Uma tempestade de 14 ft (4.2 m) ocorreu em outubro de 2012 na cidade de Nova Iorque durante o furacão Sandy. Nos Estados Unidos, segundo dados da Sociedade Americana de Meteorologia, as marés de tempestade foram responsáveis por quase a metade das mortes relacionadas aos ciclones tropicais do Atlântico entre 1963 e 2012.

## Mecânica
Pelo menos cinco processos podem estar envolvidos na alteração dos níveis de maré durante tempestades:
- O efeito da pressão atmosférica
- O efeito direto do vento
- O efeito da rotação da Terra
- O efeito das ondas perto da costa
- O efeito da chuva.[16]

Os efeitos de pressão de um ciclone tropical farão com que o nível da água no mar aberto aumente em regiões de baixa pressão atmosférica e caia em regiões de alta pressão atmosférica. O aumento do nível da água neutralizará a baixa pressão atmosférica, de modo que a pressão total em algum plano abaixo da superfície da água permaneça constante. Este efeito é estimado em 10 mm (0,39 pol) aumento do nível do mar para cada queda de milibar (hPa) na pressão atmosférica.
Ventos fortes da superfície causam correntes de superfície em um ângulo de 45 ° em relação à direção do vento, por um efeito conhecido como Espiral de Ekman. As tensões do vento causam um fenômeno conhecido como "configuração do vento", que é a tendência de o nível da água aumentar na costa a favor do vento e diminuir na costa a favor do vento. Intuitivamente, isso é causado pela tempestade soprando a água em direção a um lado da bacia na direção de seus ventos. Como os efeitos da espiral de Ekman se espalham verticalmente pela água, o efeito é proporcional à profundidade. O efeito da pressão e a configuração do vento em uma costa aberta serão levados para baías da mesma maneira que a maré normal.
A rotação da Terra causa o efeito Coriolis, que curva as correntes para a direita no Hemisfério Norte e para a esquerda no Hemisfério Sul. Quando essa curva traz as correntes para um contacto mais perpendicular com a margem, pode amplificar a oscilação e, quando afasta a corrente da margem, tem o efeito de diminuir a oscilação.
O efeito das ondas, embora diretamente alimentado pelo vento, é distinto das correntes de vento de uma tempestade. Um vento forte lança ondas grandes e fortes na direção de seu movimento. Embora essas ondas de superfície sejam responsáveis por pouquíssimo transporte de água em águas abertas, elas podem ser responsáveis por transporte significativo próximo à costa. Quando as ondas estão quebrando em uma linha mais ou menos paralela à praia, elas carregam água considerável em direção à costa. À medida que se quebram, as partículas de água que se movem em direção à costa têm um impulso considerável e podem subir uma praia inclinada a uma elevação acima da linha de água média, que pode exceder o dobro da altura da onda antes de quebrar.
O efeito da chuva é predominantemente observado nos estuários. Furacões podem despejar até 12 polegadas (300 mm) de precipitação em 24 horas em grandes áreas e maiores densidades de chuva em áreas localizadas. Como resultado, o escoamento superficial pode inundar rapidamente áreas estuarinas, córregos e rios. Isso pode aumentar o nível da água próximo à cabeça dos estuários das marés, à medida que as águas provocadas pela mega maré de tempestade que surgem do oceano encontram as chuvas que fluem rio abaixo no estuário.

### Outros processos
Além dos processos acima, as alturas de ondas e ondas na costa também são afetadas pelo fluxo de água sobre a topografia subjacente, isto é, a configuração e batimetria do fundo do oceano e da área costeira afetada. Uma plataforma estreita, por exemplo, ou uma que tenha uma queda acentuada a partir da costa e subsequentemente produza águas profundas próximas à costa, tende a produzir uma onda mais baixa, mas uma onda mais alta e mais poderosa. Esta situação é bem exemplificada pela costa sudeste da Flórida. A beira do platô da Flórida, onde as profundidades da água atingem 91 metros (300 pé), fica a apenas 3 000 metros (9 800 pé) ao largo de Palm Beach ; apenas 7 000 metros (23 000 pé) offshore, a profundidade aumenta para mais de 180 metros (590 pé).  Os 180 metros (590 pé) contorno de profundidade seguido para o sul do Condado de Palm Beach fica a mais de 30 000 metros (98 000 pé) ao leste de Florida Keys.
Por outro lado, as costas da América do Norte, como as do Golfo do México, do Texas à Flórida e da Ásia, como a Baía de Bengala, têm plataformas longas e levemente inclinadas e profundidades de águas rasas. No lado do Golfo da Flórida, a borda do platô da Flórida fica a mais de 160 quilômetros (99 mi) ao largo da Ilha Marco, no Condado de Collier. A Baía da Flórida, situada entre a Florida Keys e o continente, também é muito rasa; profundidades normalmente variam entre 0,3 metros (0,98 pé) e 2 metros (6,6 pé).  Essas áreas estão sujeitas a maiores marés de tempestades com ondas menores. Essa diferença ocorre porque em águas mais profundas, uma onda pode ser dispersada para baixo e para longe do furacão. No entanto, ao entrar em uma plataforma rasa e levemente inclinada, a onda não pode ser dispersa, mas é levada para terra pelas tensões do vento do furacão. A topografia da superfície terrestre é outro elemento importante na extensão das marés de tempestades. Áreas onde a terra fica a menos de alguns metros acima do nível do mar correm um risco particular de inundação por marés de tempestades.
Para uma dada topografia e batimetria, a altura da maré não é afetada apenas pela velocidade máxima do vento; o tamanho da tempestade também afeta o pico da onda de tempestade. Em qualquer tempestade, a área de água empilhada pode fluir para fora do perímetro da tempestade, e esse mecanismo de escape é reduzido proporcionalmente à força de pico (para a mesma velocidade máxima do vento) quando a tempestade cobre mais área (comprimento do perímetro da tempestade por área é inversamente proporcional ao diâmetro de uma tempestade circular).

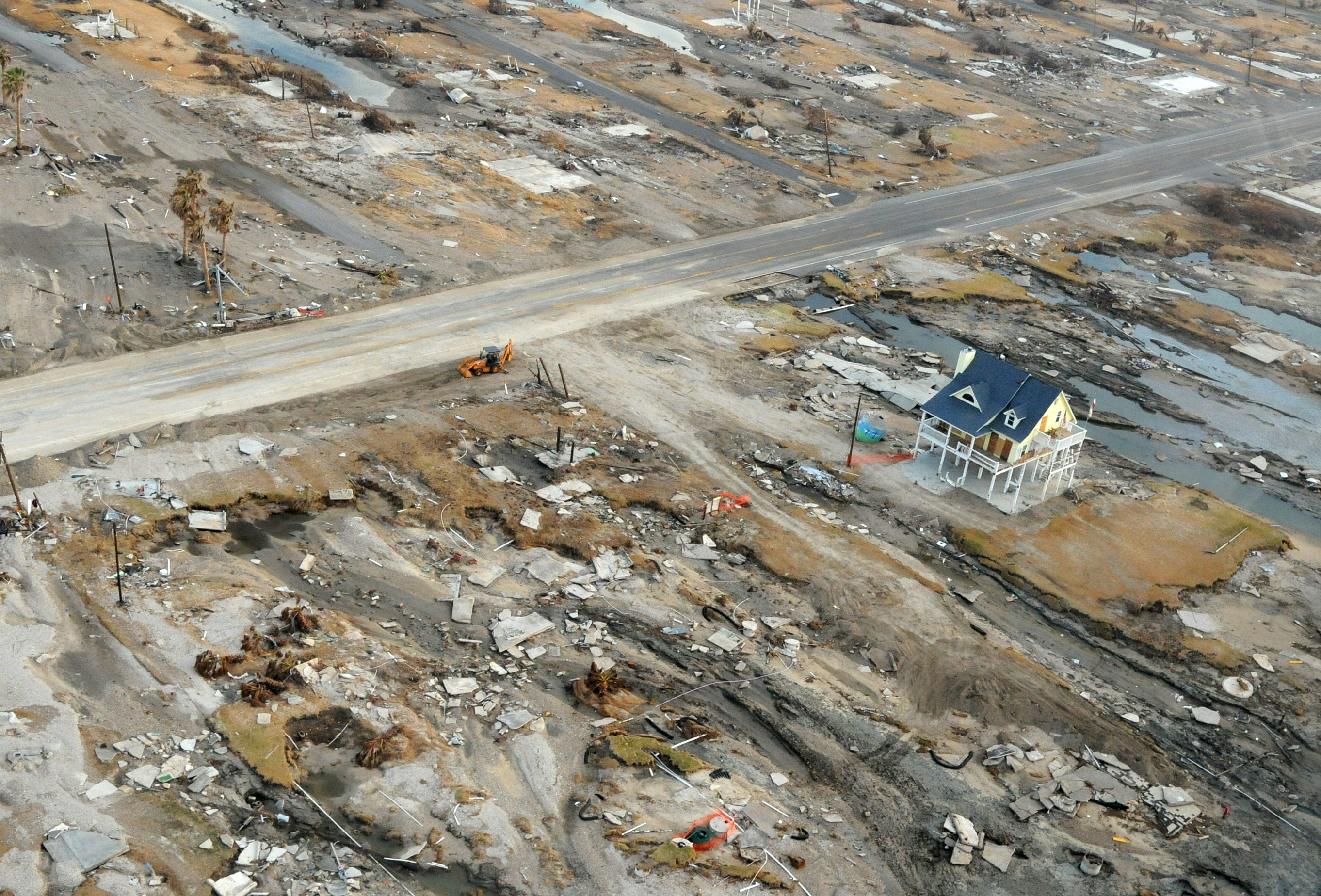
Furacão Ike, danos provocados por tempestades em Gilchrist, Texas, em 2008

### Tempestades extratropicais
Semelhante aos ciclones tropicais, os ciclones extratropicais causam um aumento da água no mar. No entanto, diferentemente da maioria das marés de tempestades de ciclones tropicais, os ciclones extratropicais podem causar níveis mais altos de água em uma grande área por períodos mais longos, dependendo do sistema.
Na América do Norte, tempestades extratropicais podem ocorrer nas costas do Pacífico e do Alasca e ao norte de 31 ° N na costa atlântica. As costas com gelo marinho podem sofrer um "tsunami de gelo" causando danos significativos no interior. Ondas de tempestades extratropicais podem ser possíveis mais ao sul da costa do Golfo, principalmente durante o inverno, quando ciclones extratropicais afetam a costa, como na Tempestade do Século de 1993.
De 9 a 13 de novembro de 2009, marcou um evento significativo de tempestade extratropical na costa leste dos Estados Unidos, quando os remanescentes do furacão Ida se desenvolveram em um Nor'easter na costa sudeste dos EUA. Durante o evento, ventos do leste estiveram presentes ao longo da periferia norte do centro de baixa pressão por vários dias, forçando a água a locais como a baía de Chesapeake. Os níveis de água subiram significativamente e permaneceram até 8 pés (2,4 m) acima do normal em vários locais em todo o Chesapeake por vários dias, à medida que a água era continuamente acumulada dentro do estuário devido aos ventos em terra e às chuvas de água doce que fluíam para a baía. Em muitos locais, os níveis de água eram tímidos em apenas 0,1 pés (3 cm).[carece de fontes?]
Na Região Sul do Brasil, as marés de tempestade ocorrem durante a passagem de sistemas atmosféricos intensos como as frentes polares atlânticas e os ciclones extratropicais.
Em 15 de fevereiro de 1941 ocorreu em Portugal uma depressão muito cavada chamada ciclone de 1941. Esta depressão deslocou-se para nordeste junto da costa e causou grande galgamento e morfonése erosiva em grande parte da costa portuguesa com mais de uma centena de mortos e avultados prejuízos materiais resultado dos fortes ventos e inundações da maré de tempestade. Os fortes ventos sobre a superfície marinha teram causado ondas de 20 metros no Terreiro do Paço, na foz do Tejo.

## Medição de marés
A maré pode ser medida diretamente nas estações de maré costeiras como a diferença entre a maré prevista e o aumento observado da água. Outro método de medir a maré é a implantação de transdutores de pressão ao longo da costa, à frente de um ciclone tropical que se aproxima. Isso foi testado pela primeira vez para o furacão Rita em 2005.  Esses tipos de sensores podem ser colocados em locais que serão submersos e podem medir com precisão a altura da água acima deles.
Depois que a maré de tempestade de um ciclone recuou, equipes de pesquisadores mapearam as marcas d'água alta (HWM) em terra, em um processo rigoroso e detalhado que inclui fotografias e descrições escritas das marcas. Os HWMs indicam a localização e elevação das águas de inundação de um evento de tempestade. Quando os HWMs são analisados, se os vários componentes da altura da água puderem ser rompidos para que a parte atribuível à onda possa ser identificada, essa marca poderá ser classificada como onda de tempestade. Caso contrário, é classificado como maré de tempestade. Os HWMs em terra são referenciados a um dado vertical (um sistema de coordenadas de referência). Durante a avaliação, os HWMs são divididos em quatro categorias com base na confiança na marca; somente HWMs avaliados como "excelentes" são usados pelo National Hurricane Center na análise pós-tempestade da onda.
Duas medidas diferentes são usadas para as medições da maré e da onda da tempestade. A maré da tempestade é medida usando um dado geodésico vertical (NGVD 29 ou NAVD 88). Como a maré de tempestades é definida como o aumento da água além do que seria esperado pelo movimento normal causado pelas marés, a maré de tempestade é medida usando previsões de marés, com a suposição de que a previsão de marés é bem conhecida e varia apenas lentamente na região sujeita para o aumento. Como as marés são um fenômeno localizado, o aumento da maré de tempestade só pode ser medido em relação a uma estação de maré próxima. As informações da marca de referência das marés em uma estação fornecem uma tradução do dado vertical geodésico para |nível médio do mar (MSL) nesse local, e subtrair a previsão das marés produz uma altura de onda acima da altura normal da água.

## SLOSH

Exemplo de uma execução SLOSH

O National Hurricane Center prevê um aumento de tempestades usando o modelo SLOSH, que é uma abreviação de Mar, Lago, e Onda sobre terras de Furacões. O modelo é preciso com margem de 20 por cento.  As entradas do SLOSH incluem a pressão central de um ciclone tropical, o tamanho da tempestade, o movimento para frente do ciclone, a sua rota e ventos máximos sustentados. A topografia local, a orientação da baía e do rio, a profundidade do fundo do mar, as marés astronômicas e outras características físicas são levadas em consideração em uma grade predefinida denominada bacia SLOSH. As bacias SLOSH sobrepostas são definidas para a costa sul e leste dos EUA continentais.  Algumas simulações de tempestades usam mais de uma bacia SLOSH; por exemplo, os modelos do furacão Katrina SLOSH usavam tanto a bacia do lago Ponchartrain / Nova Orleans quanto a bacia do Mississippi Sound, para a região norte do Golfo do México. A saída final da execução do modelo exibirá o envelope máximo de água, ou MEOW, que ocorreu em cada local.
Para permitir incertezas de rastreamento ou previsão, geralmente são executadas várias execuções de modelo com parâmetros de entrada variados para criar um mapa de MOMs ou Máximo de máximos.  Para estudos de evacuação de furacões, uma família de tempestades com rotas representativas para a região e intensidade, diâmetro e velocidade dos olhos variados é modelada para produzir as piores alturas de água para qualquer ocorrência de ciclone tropical. Os resultados desses estudos geralmente são gerados a partir de vários milhares de execuções SLOSH. Esses estudos foram concluídos pelo Corpo de Engenheiros do Exército dos Estados Unidos, sob contrato com a Agência Federal de Gestão de Emergências, para vários estados e estão disponíveis no site de Estudos de Evacuação de Furacões (HES).  Eles incluem mapas do condado costeiro, sombreados para identificar a categoria mínima de furacão que resultará em inundações, em cada área do condado.

## Mitigação
Embora as pesquisas meteorológicas alertem sobre furacões ou tempestades severas, nas áreas onde o risco de inundações costeiras é particularmente alto, existem alertas específicos de tempestades. Estes foram implementados, por exemplo, na Holanda, Espanha, nos Estados Unidos, e no Reino Unido.
Um método profilático introduzido após a enchente no Mar do Norte de 1953 é a construção de barragens e barreiras contra tempestades (barreiras contra inundações). Eles são abertos e permitem a passagem livre, mas fecham quando a terra está ameaçada por uma maré de tempestade. As principais barreiras contra marés de tempestades são o Oosterscheldekering e Maeslantkering na Holanda, que fazem parte do projeto Delta Works ; a barreira do Tamisa que protege Londres ; e a barragem de São Petersburgo, na Rússia.
Outro desenvolvimento moderno (em uso na Holanda) é a criação de comunidades habitacionais nas margens de áreas húmidas com estruturas flutuantes, restringidas em posição por postes verticais.  Tais zonas húmidas podem então ser usadas para acomodar escoamentos e enchentes sem causar danos às estruturas, ao mesmo tempo em que protegem estruturas convencionais em elevações baixas um pouco mais altas, desde que os diques evitem grandes intrusões de vagas.
Para áreas continentais, o aumento da maré de tempestade é mais uma ameaça quando a tempestade atinge a terra do mar, em vez de se aproximar do interior. Se os cordões de restingas fossem respeitados, não haveria tantas destruições de residências ao longo das praias.

## Tempestade reversa
A água também pode ser sugada da costa antes de uma tempestade. Esse foi o caso na costa oeste da Flórida em 2017, pouco antes do furacão Irma atingir a terra, descobrindo a terra geralmente debaixo d'água. Este fenômeno é conhecido como uma maré de tempestade reversa, ou uma maré de tempestade negativo.